# España (rzeka)
España – rzeka w środkowo-wschodniej części Asturii, w Hiszpanii. Uchodzi do Oceanu Atlantyckiego w okolicach Playa de España.